# (998) Bodea
(998) Bodea – planetoida z grupy pasa głównego asteroid okrążająca Słońce w ciągu 5 lat i 192 dni w średniej odległości 3,12 au. Została odkryta 6 sierpnia 1923 roku w Landessternwarte Heidelberg-Königstuhl w Heidelbergu przez Karla Reinmutha. Nazwa pochodzi od nazwiska niemieckiego astronoma Johanna Bode. Przed nadaniem nazwy planetoida nosiła oznaczenie tymczasowe (998) 1923 NU.